# Scaleway
« Online » redirige ici.  Pour l'anglicisme francisé « en ligne », voir En ligne et hors-ligne.
Scaleway, précédemment Online SAS, est un hébergeur Internet français, fondé par Xavier Niel en 1999 et filiale à 94,8 % du groupe Iliad.
Il est actif dans les secteurs de la fourniture de serveurs dédiés physiques et virtuels au travers des marques Scaleway, Online by Scaleway et Dedibox, de la fourniture de noms de domaine sous la marque BookMyName, et de la commercialisation d'espaces en centre de données sous le nom de Scaleway Datacenter.
En 2020, Scaleway héberge plus de 120 000 serveurs sur six centres de données, brassant un total de 3,2 Tb/s de trafic. Il s'agit alors du deuxième acteur dans son domaine en France derrière OVHcloud et du troisième européen.
Scaleway se positionne comme un concurrent direct d’OVHcloud dans le domaine du cloud souverain, même si son chiffre d'affaires reste bien inférieur à celui du leader français. En 2024, Scaleway revendiquait environ 100 millions d'euros de chiffre d’affaires, contre près d’un milliard pour OVHcloud. Cette rivalité illustre un bras de fer entre deux visions du cloud souverain en Europe.

## Historique
En 1999, Online démarre son activité d'hébergement mutualisé de sites internet et de fourniture de noms de domaine. En août 2002, Iliad rachète le registraire de nom de domaine BookMyName au groupe concurrent LDCom, par ailleurs instigateur de Neuf Télécom.
En mai 2006, l'activité de location de serveurs dédiés, au travers de la marque Dedibox, est lancée avec à sa tête Arnaud de Bermingham, ancien fondateur de l'opérateur télécom Ovanet, en tant que CEO. La société a alors cinq salariés.
En décembre 2008, Iliad absorbe Alice ADSL. Il en reprend également une activité de construction, d'exploitation et de commercialisation de centres de données ; un service lancé en mars 1999 par ISDNet, rachetée par Cable & Wireless en janvier 2000 puis par Tiscali France en juin 2003. Il baptise cette branche de ses activités Iliad Datacenter.
En avril 2010, Online fusionne avec et récupère les activités de Dedibox, autre filiale du groupe Iliad, regroupant ainsi les différentes activités d'hébergement au sein d'une structure unique.
En 2012, Online ouvre son troisième datacenter, et obtient en janvier 2014 l'unique certification Tier-III de l'Uptime Institute en France. L'année suivante, la société publie en temps réel le PUE de ses datacenters.
En 2014, Online lance un service d'infrastructure en tant que service exploitant du matériel dédié, sans virtualisation, à base de processeurs ARM. Le matériel est conçu en interne et fabriqué en France, près de Laval. L'ouverture reçoit un franc succès et une couverture médiatique importante, plus de 83 000 comptes sont créés dès l'ouverture. Un service similaire sera proposé cinq ans plus tard par AWS. En avril 2015, ce produit sort de la bêta et est rebaptisée Scaleway.
En décembre 2018, Online devient « Online by Scaleway », avec le souhait d'accompagner ses clients historiques vers l'utilisation du cloud. L'offre Iliad Datacenter, enrichie avec le centre de données DC5, devient « Scaleway Datacenter ». L'hébergeur regroupe ses offres public cloud sous la marque Scaleway, afin de proposer à ses clients un écosystème simple et clair alliant puissance de calcul et stockage,. Un plan de recrutement est lancé, qui portera la société de 90 à 250 salariés, à Paris et Lille, pour développer l'écosystème produit Scaleway.
Courant 2019, Scaleway devient « Scaleway Elements ». En février 2020, Online by Scaleway change de nom à son tour et devient « Scaleway Dedibox ». Un évènement est organisé pour regrouper l'ensemble des annonces et fêter les vingt ans de la société : le Scaleday, qui réunit plus de 1 500 personnes au centre de données DC4,,.
En mars 2020, Yann Lechelle devient directeur général. Son fondateur et ancien CEO, Arnaud de Bermingham, devient président chargé de la stratégie et conserve un rôle opérationnel. En janvier 2023, Yann Lechelle quitte la direction générale de Scaleway et sera remplacé 4 mois plus tard par Damien Lucas.
En parallèle, Jean-Baptiste Kempf, développeur principal du lecteur multimédia libre VLC et ancien président de VideoLAN, rejoint Scaleway en tant que Chief Technology Officer (CTO), succédant à Mickaël Marchand, qui devient Deputy CTO. Cette nomination s’inscrit dans une volonté affirmée de renforcer l’expertise technique de l’entreprise et son ancrage dans l’écosystème open source.
En juillet 2023, Scaleway a séparé ses activités de centres de données pour créer une entité distincte nommée OpCore. Cette nouvelle structure, dirigée par Arnaud de Bermingham, ancien président de Scaleway, vise à devenir un acteur majeur des centres de données en Europe. OpCore opère actuellement 15 centres de données en France et en Pologne, totalisant une capacité de 130 MW, avec des projets d'expansion en cours.
En septembre 2023, Scaleway investit près de 200 millions d'euros dans des infrastructures pour développer des services d'intelligence artificielle et acquérir « la plus grande puissance de calcul » du continent européen.
En avril 2024, le groupe Iliad a finalisé la vente de 50 % du capital d'OpCore au fonds d'investissement InfraVia, valorisant l'entreprise à 860 millions d'euros. Ce partenariat vise à soutenir le développement d'OpCore, avec un plan d'investissement de 2,5 milliards d'euros sur dix ans pour étendre ses capacités en Europe.
Scaleway reste un client privilégié d'OpCore, continuant à héberger ses services cloud dans les centres de données de cette dernière.
Depuis la création d'OpCore, Scaleway s'est recentré sur ses activités de fournisseur de services cloud, adoptant un modèle de pure player à l’instar d'autres prestataires comme l’américain Digital Ocean (en). L’entreprise se concentre désormais exclusivement sur le développement et la fourniture de solutions cloud (infrastructure en tant que service, intelligence artificielle, services managés), tandis que la gestion des centres de données physiques est assurée par OpCore.

## Infrastructure

### Centres de données

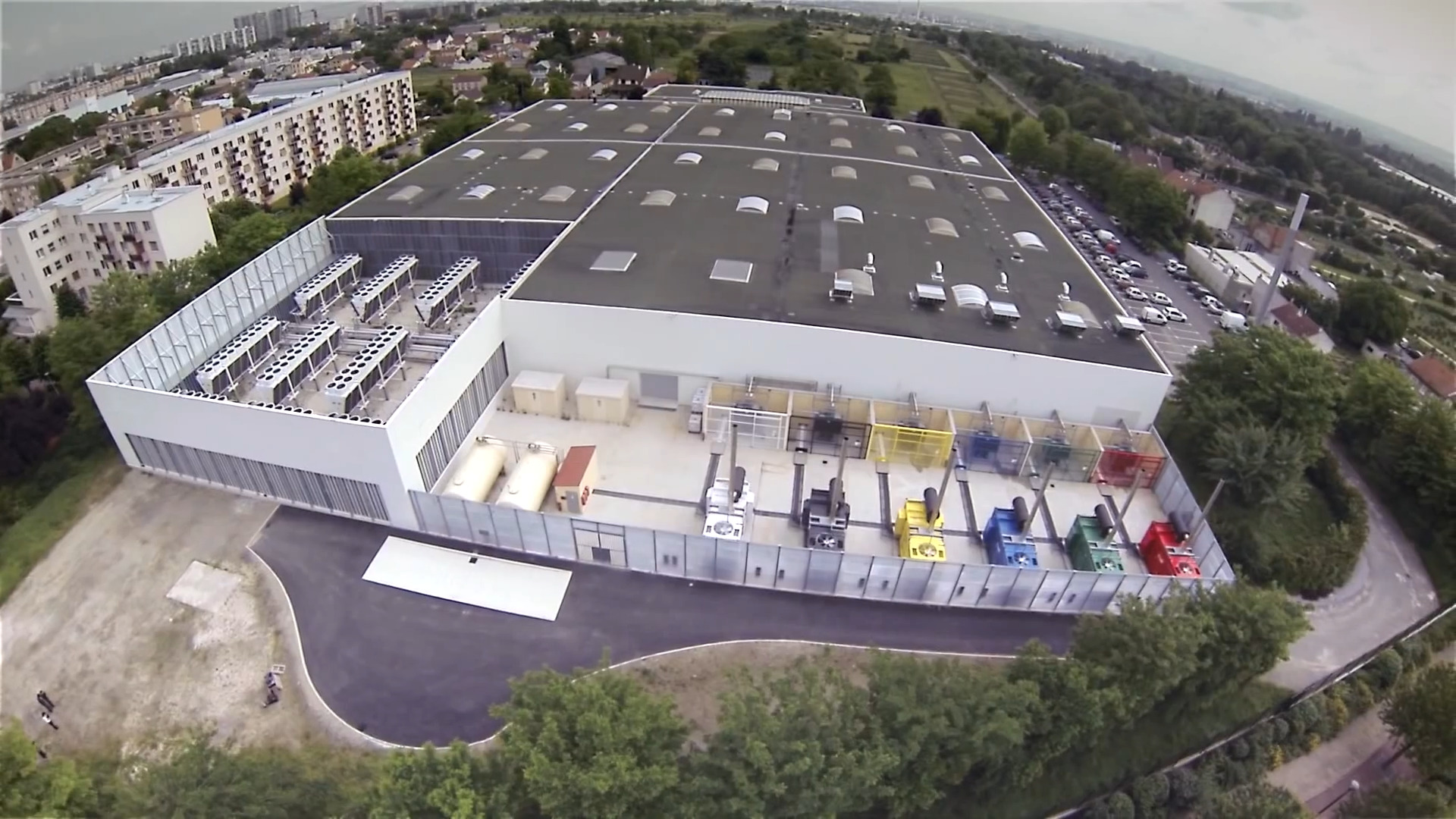
Vue aérienne du site Scaleway Datacenter DC3.

Scaleway dispose de plusieurs centres de données Scaleway Datacenter. Ceux situés en France sont tous situés en Île-de-France, et exploités en propre jusqu’en juillet 2023 puis par OpCore :
- DC2, situé sur 4 500 m2 à Vitry-sur-Seine, dans le Val-de-Marne. Le centre de données est construit en 1989 par les NMPP (Presstalis), repris successivement ISDNet, Cable & Wireless, Tiscali puis Telecom Italia, et donc produit indirect du rachat d'Alice ADSL par Iliad. Il est entièrement rénové entre 2009 et 2012 et la capacité portée à 6 MW. Il est vu complet en 2017.
- DC3, situé sur 11 800 m2 sur la même commune et découpé en plusieurs espaces privatifs pour un total de 11 MW. Il est construit en 2012[34] en 11 mois. Début 2016, il est vu complet et des travaux d'extension, sur 2 300 m2, sont réalisés la même année[35]. Début 2017, le site est à nouveau vu complet.
- DC4, développé sur 8 000 m2 sur six niveaux à Paris 15e, ancien abri antiatomique du Laboratoire central des ponts et chaussées nommé abri Lefebvre. Construit entre 1936 et 1939 par l'architecte Gabriel Héraud[36], son acquisition est faite en 2011 par Online. Les travaux, réalisés en milieu souterrain, s'avèrent très difficiles, l'ouverture du site est reportée à plusieurs reprises. L'abri anti-atomique est finalement ouvert début 2017, la moitié de l'espace est utilisée pour l'offre C14 [37] devenue C14 Cold Storage.
- DC5, développé sur 32 000 m2 avec une capacité de 22 MW sur quatre étages à Saint-Ouen-l'Aumône. Il est issu de l'acquisition d'un ancien centre de tri du courrier de La Poste, et doit assurer la croissance 2017-2025 de l'hébergeur[35]. Ce centre de données à une particularité : l'absence totale de système de climatisation[38]. Le refroidissement est assuré par un système adiabatique qui n'utilise pas d'énergie électrique. Il est adossé par du stockage de glace pour les locaux techniques[38]. Il s'agit d'une première mondiale pour un centre de données de cette taille, lui permettant un rendement énergétique très élevé, avec un PUE proche de 1 sans utilisation de watercooling. L'innovation est protégée par plusieurs brevets[39]. Ouvert au printemps 2019, le site propose les produits Dedibox by Scaleway, il est aussi l'hôte de plusieurs géants du web.

À l'étranger, sont exploités :
- AMS1, centre de données situé à Amsterdam aux Pays-Bas. Déployé en 2014, il propose les produits Dedibox by Scaleway et Scaleway Elements. Il s'agit d'un centre de données exploité par Iron Mountains ;
- WAW1, centre de données situé à Varsovie en Pologne et déployé en 2020.

Dans le passé, l'entreprise a également exploité :
- DC1, développé sur 6 300 m2 à Bezons[40]. Construit en 2001 par l'américain Exodus Communications (en)[41],[42], puis repris après la faillite de celui-ci par Spherion (en)[43], il est occupé par Iliad au titre de baux de longue durée depuis 2003[44],[45]. Ce centre de données a été déployé en 2005 et n'héberge plus l'activité d'Online depuis 2013[46] ;
- DC5-A, centre de données déployé fin 2017. Il s'agit d'un centre de données exploité par Digital Realty, déménagé vers DC5 en mai 2020.

L'entreprise utilise uniquement de l'électricité issue d'énergies renouvelables. Son indicateur d'efficacité énergétique (PUE) moyen est de 1,3, ce qui est plus économe que la moyenne du marché. Sa consommation d'eau est également faible.

### Connectivité

Ancien logo de Online (2016).

Depuis août 2013, le réseau d'Online.net est AS12876 ONLINE S.A.S. Il est autonome et indépendant de celui de Free, ce qui n'était pas le cas avant cette date, ce changement permettant de se séparer de la politique d'interconnexion réputée fermée du fournisseur d'accès grand public.
Début 2015, la société annonce avoir dépassé 400 Gb/s de trafic Internet immédiat.
En mai 2016, Scaleway affiche un total de 1,642 Tb/s en capacité de liens sur sa weathermap, et est présent sur les points d'échange France-IX, Equinix-IX, AMS-IX et Neutral Internet Exchange (en),.
Quatre ans plus tard, en mai 2020, Scaleway affiche un total de 3,2 Tb/s de trafic pour un total supérieur à 9 Tb/s de capacité sur sa weathermap.

## Produits et innovations techniques
Après une première incursion dans l’architecture ARM en 2015 avec le lancement d'une offre de serveurs ARMv8 (cf. section « Historique »), Scaleway renoue avec cette trajectoire en février 2021 en lançant une offre de Mac mini équipés de puces Apple M1 en mode bare metal. L'entreprise devient le second fournisseur au monde à proposer ce service, après l’américain MacStadium, et le premier en Europe. Cette offre vise principalement les développeurs iOS et macOS souhaitant accéder à des environnements Apple Silicon à distance pour leurs travaux de test et de compilation.
Scaleway accompagne ce lancement d'une campagne de communication relayée dans la presse spécialisée qui met en scène son directeur général de l’époque, Yann Lechelle, ainsi que des employés de l’entreprise, dans une chorégraphie où un Mac mini M1 est lancé de main en main. Les participants, coiffés de bérets typiquement français, illustrent de manière décalée le slogan « M1 as a Service »,.

## Partenariats et engagements dans le cloud souverain
En novembre 2019, Scaleway a annoncé un partenariat avec l’éditeur français Atempo pour le lancement d’un cloud souverain sécurisé. L’objectif de ce partenariat est de proposer une solution de sauvegarde et de stockage entièrement hébergée en France, conforme aux exigences réglementaires européennes et notamment au RGPD. Cette offre cible les entreprises souhaitant renforcer la protection de leurs données sensibles tout en s’appuyant sur des technologies françaises.
Scaleway a été l’un des membres fondateurs du projet européen Gaia-X, une initiative visant à établir une infrastructure cloud souveraine en Europe. L’entreprise s’est cependant retirée du projet en novembre 2021, invoquant une gouvernance jugée trop favorable aux géants du cloud non-européens, ainsi qu’un manque de clarté sur les objectifs poursuivis,,.
En septembre 2021, Alter Way, entreprise spécialisée dans l'infogérance cloud, a annoncé un rapprochement stratégique avec Scaleway. Ce partenariat vise à proposer une alternative souveraine au cloud public, combinant l’expertise technique d’Alter Way avec les services cloud de Scaleway.
En 2024, Scaleway a entamé une démarche de qualification pour le label SecNumCloud, délivré par l'ANSSI (Agence nationale de la sécurité des systèmes d'information), visant à garantir un haut niveau de sécurité pour les services cloud destinés aux acteurs publics et aux OIV (opérateurs d’importance vitale). Cette certification renforcerait son positionnement comme fournisseur de cloud souverain.

## Résultats financiers
En 2022, Scaleway franchit le seuil symbolique des 100 millions d'euros de chiffre d'affaires, atteignant précisément 103,2 millions. Toutefois, cette croissance s'accompagne d’un creusement des pertes, avec un résultat net négatif de 8,83 millions d’euros, contre une perte de 860 000 euros l’année précédente. Ces pertes étaient notamment liées aux investissements importants réalisés dans les infrastructures cloud et le développement de services à forte intensité de capital, comme les instances GPU,.
Aucun compte ultérieur à l’exercice 2022 n'est rendu public. Cette absence de publication peut s'expliquer par la réorganisation intervenue en 2023, au cours de laquelle Scaleway a transféré ses centres de données à une entité distincte, OpCore, désormais co-détenue avec le fonds InfraVia.
Le rapport financier 2024 du groupe Iliad, maison mère de Scaleway, ne fournit aucune donnée détaillée sur les résultats de la filiale, mais indique une progression de 37 % de son chiffre d'affaires par rapport à l’année précédente, sans préciser le montant exact ni le résultat net. Cette absence de comptes individuels peut également s’expliquer par le fait que Scaleway, filiale intégralement détenue par Iliad, est intégrée dans les états financiers consolidés du groupe, ce qui dispense certaines entités de la publication séparée de leurs comptes.

## Controverses

### Utilisation de l'identité «poneytelecom.eu»
Scaleway (anciennement Online.net) est régulièrement associé au nom de domaine poneytelecom.eu, utilisé dans ses en-têtes de serveurs pour les services réseau ou dans les reverses PTR des adresses IPv4 des serveurs commandés (rev.poneytelecom.eu). Ce nom de domaine, dont l’origine remonte à la période où Online gérait l’AS12876, a parfois suscité l’incompréhension ou la suspicion, notamment du fait de son apparente déconnexion avec la marque commerciale alors employée.
Depuis les années 2020, Scaleway a progressivement remplacé l’utilisation de reverse DNS basés sur le domaine poneytelecom.eu par une convention plus alignée avec sa marque. Désormais, les résolutions inverses prennent la forme *.scw.cloud ; par exemple, une machine à laquelle l’adresse IPv4 192.0.2.123 est assignée aura pour reverse DNS 123-2-0-192.instances.scw.cloud.

### Signalements d’activités malveillantes
En 2011, le site Le Journal du Net rapportait que la société figurait dans un classement des hébergeurs français ayant le plus d’activités liées à des trojans détectées par les moteurs d’analyse de spam et de phishing, sans qu’il soit établi si ces activités résultaient d’un défaut de modération ou simplement du volume de trafic hébergé.
Des publications plus récentes mentionnent que certains services hébergés sous les IP de Scaleway ou Online (identifiés via poneytelecom.eu) auraient été associés à des activités illicites (scraping, botnets, spam ou scripts de hacking). Ces affirmations, bien que relayées, n'ont pas donné lieu à de poursuites connues à ce jour,,,,,,.

### Usage controversé pour le minage de cryptomonnaies
En 2023, Scaleway a été mentionné dans un article du Journal du Net consacré au développement du minage de cryptomonnaies dans le cloud. L’article souligne que, malgré une politique publique de lutte contre le minage non autorisé, certains fournisseurs français, dont Scaleway, auraient été sollicités ou utilisés pour des activités de blockchain mining à grande échelle. La société n’a toutefois pas communiqué officiellement à ce sujet.